# KfW
La KfW, acronimo di Kreditanstalt für Wiederaufbau (lstituto di Credito per la Ricostruzione), è una banca pubblica tedesca con sede a Francoforte sul Meno e una delle principali banche di sviluppo al mondo. Non ha depositi da parte dei clienti e rifinanzia la sua attività promozionale quasi interamente attraverso i mercati internazionali dei capitali. Al pari della Deutsche Bundesbank, la KfW non è un ente creditizio ai sensi della legge bancaria tedesca.  Presso la Banca centrale europea è nell'elenco delle IFM come soggetto a riserve obbligatorie. 
La KfW è stata fondata nel 1948, dopo la fine della seconda guerra mondiale per volere degli Stati Uniti d'America e con lo scopo di amministrare i fondi del Piano Marshall. Sulla base della legge sulla Kreditanstalt für Wiederaufbau (KredAnstWiAG) è un'istituzione di diritto pubblico: l'80% del capitale è detenuto dal governo federale mentre il restante 20% è detenuto dai Länder. Il Gruppo KfW comprende anche DEG (Deutsche Investitions und Entwicklungsgesellschaft), KfW IPEX-Bank e FuB (Staatliche Versicherung der DDR#Rechtsnachfolge). La supervisione legale è esercitata dal Ministero federale delle finanze.
Per conto dello stato tedesco, KfW detiene azioni in una varietà di società, tra cui Deutsche Post, Deutsche Telekom, Commerzbank, Lufthansa e CureVac.

## Funzioni
Attraverso la KfW, il Governo tedesco canalizza tutta una serie di operazioni che altrimenti figurerebbe nei conti dello Stato per cifre ingenti: l'attivo dell'istituto ha sfiorato nel 2020 i 500 miliardi di euro, più del doppio che all'inizio del decennio precedente, anche per effetto del trasferimento sotto le sue spettanze di molte attività in precedenza di competenza dell'amministrazione pubblica o di nuove attività, come quelle riguardanti la protezione ambientale.

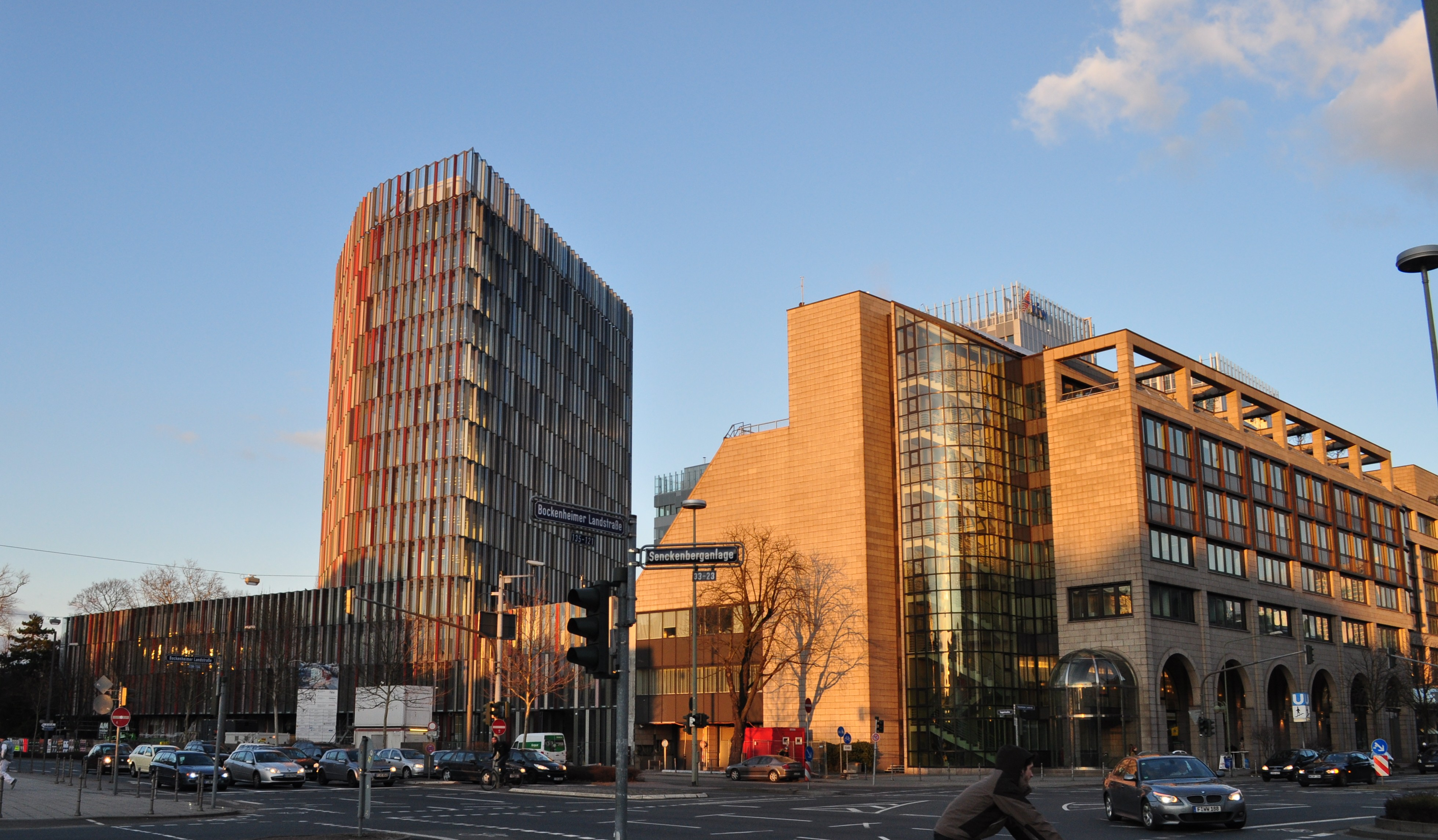
Ex sede centrale della Berliner Handels-Gesellschaft (1911), ora sede berlinese della KfW

La KFW non ha l’obbligo di rispettare le norme europee e pertanto è esentata dalle direttive BRRD (Bank Recovery and Resolution Directive) e dalle direttive di vigilanza.
Nel 2018, anche 13 banche di länder tedeschi sono state esentate dalle regole della cosiddetta “unione bancaria”.
Questa regola pecuniaria della contabilità tedesca esclude dal calcolo del debito pubblico tutte le società pubbliche, tra le quali la stessa KFW, che di fatto si finanziano con la garanzia pubblica ma che coprono più del 50% dei propri costi con dei ricavi a tariffe di mercato.

## Controversie
La KfW è stata utilizzata dalle istituzioni politiche della Germania, per ottenere molte centinaia di miliardi di Euro di prestiti diretti dalla BCE (essendo vietato ottenere prestiti diretti dalla BCE per gli Stati membri dell'Eurozona e per le Banche Centrali degli Stati membri) a basso tasso d'interesse (al baso tasso a cui la BCE presta alle banche private che poi fanno prestiti a tassi più alti) per evitare di ottenere Euro dal mercato nazionale e internazionale tramite l'emissione di titoli di Stato tedeschi. Grazie a ciò la Germania può e ha potuto, far risultare un rapporto debito/PIL in percentuale più basso di quello che effettivamente ha (perché non conteggia i debiti della KfW nel rapporto debito/PIL), può ed ha potuto emettere meno titoli di Stato sul mercato, avere per ogni asta più domanda che offerta rispetto alle aste sui titoli di Stato francesi e italiani e di conseguenza tenere i tassi d'interesse sui titoli di Stato più bassi rispetto ai tassi sui titoli di Stato francesi e italiani, facendo risparmiare allo Stato decine di miliardi di Euro l'anno di interessi sul debito pubblico della Germania
https://www.ilsole24ore.com/art/per-non-fare-parte-eguali-diseguali-economia-europea-infetta-ADa9jQE
https://amp24-ilsole24ore-com.cdn.ampproject.org/v/s/amp24.ilsole24ore.com/pagina/AFNKctl?amp_gsa=1&amp_js_v=a9&usqp=mq331AQIUAKwASCAAgM%3D#amp_tf=Da%20%251%24s&aoh=17240552022860&csi=1&referrer=https%3A%2F%2Fwww.google.com

Nel settembre 2008, mentre gli investitori si affannavano a ritirare i loro fondi da Lehman Brothers, KfW ha (accidentalmente) trasferito 320 milioni di euro (426 milioni di dollari) a Lehman; il giornale tedesco, Bild, all'epoca definì KfW "la più stupida banca della Germania". La banca ha successivamente licenziato due membri del consiglio di amministrazione per il trasferimento di denaro.
A causa di un problema tecnico nella tecnologia informatica della banca, KfW ha nuovamente trasferito (accidentalmente) 7,6 miliardi di euro (8,2 miliardi di dollari) ad altre quattro banche nel febbraio 2017, ma ha recuperato i soldi, sostenendo costi per 25.000 euro.